# Boris Dvornik
Boris Dvornik (n. 16 aprilie 1939, Split, Croația – d. 24 martie 2008, Split, Croația) a fost un actor croat de film și teatru. A apărut în numeroase filme în perioada 1960–2008.  

## Biografie
Născut în Split, în familia unui tâmplar, Boris Dvornik și-a descoperit talentul la actorie de la o vârstă fragedă, în timp ce a jucat în piese de teatru pentru copii. După ce a studiat ca să devină electrician, a început să urmeze o carieră de actorie cu normă întreagă. A studiat la Școala Națională de Actorie din Novi Sad, Serbia și s-a înscris ulterior la Academia de Arte Dramatice a Universității din Zagreb. 
Ca începător, el a fost distribuit în rolul principal al filmului dramatic din 1960 despre Holocaust Deveti krug / Девети круг (cu sensul de Al nouălea cerc). Un an mai târziu, și-a arătat versatilitatea apărând în comedia populară Martin u oblacima (cu sensul de Martin în nori). Acest film l-a făcut pe Boris Dvornik o mare vedetă a fostului cinematograf iugoslav, comparabil cu Ljubiša Samardžić, Milena Dravić și Velimir „Bata” Živojinović (cu care ulterior a dezvoltat o strânsă prietenie). 
Cea mai mare popularitate a lui Dvornik a fost în anii 1970 odată cu rolul lui Roko Prč în seria idol de televiziune Naše malo misto. În anii 1980, după ce a fost aclamat ca fiind unul dintre cei mai cunoscuți și prolifici actori ai fostei Iugoslavii, Boris Dvornik a lucrat mai ales cu Teatrul Național Croat din orașul său natal Split.  
De-a lungul anilor, Dvornik a dezvoltat o strânsă prietenie cu Antun Vrdoljak. El a discutat cu acesta despre implicarea sa în politică și la alegerile parlamentare croate din 1992, Dvornik, în calitate de candidat al HDZ (Hrvatska demokratska zajednica, Uniunea Democrată Croată), a fost ales în circumscripția din Split. Însă, și-a dat curând seama că nu-i place politica și și-a dat demisia din funcția de parlamentar o lună mai târziu. 
În ultimii ani, cariera lui Dvornik a fost afectată de consecințele unui atac cerebral și de abuzul de alcool, care s-au manifestat într-o serie de incidente, cel mai notoriu fiind atacul asupra unui observator în timpul alegerilor prezidențiale croate din 2005.
Cei doi fii ai lui Dvornik - Dino Dvornik și Dean Dvornik - au fost amândoi renumiți muzicieni pop. 
Boris Dvornik a suferit un accident vascular cerebral și a murit în orașul în care s-a născut, la Split, pe 24 martie 2008, la vârsta de 68 de ani.

## Filmografie
Sursa:
- 1960 Al nouălea cerc (Deveti krug) - Ivo Vojnovic
- 1961 Martin în nori (Martin u oblacima) - Martin Baric
- 1962 Medaljon sa tri srca  - (segmentul "Prica3")
- 1962 Da li je umro dobar covjek?  - Miki
- 1962 Sjenka slave - Bazi
- 1962 Prekobrojna  - Dane
- 1963 Double Circle (Dvostruki obruc) - Krile
- 1963 Radopolje - Covek bez cavala
- 1963 Face to Face (Licem u lice) - Andrija Mackic
- 1963 Zemljaci  - Nikola
- 1964 Lito vilovito  - Ive
- 1964 Printre vulturi (Unter Geier), regia Alfred Vohrer
- 1964 Svanuce  - Pomocni sofer Stevo
- 1965 Man Is Not a Bird (Čovek nije tica) - Vozac kamiona
- 1965 Covik od svita  - Ive
- 1966 Konjuh planinom  - Meso
- 1966 Winnetou și Old Firehand (Winnetou und sein Freund Old Firehand) - Pater
- 1967 Kaja, ubit cu te!
- 1969 When You Hear the Bells (Kad čuješ zvona) - Kubura
- 1969 Podul (Most) - Zavatoni
- 1969 Dogadjaj  - Gamekeeper (lugar)
- 1969 Bătălia de pe Neretva (Battle of Neretva) - Stipe
- 1969 Ljubav i poneka psovka  - Mate Pivac
- 1970 Bablje ljeto  - Kapetan
- 1970 Zivot je masovna pojava  - Adio
- 1970 Druzba Pere Kvrzice'  - Jozo policajac
- 1971 În munți crește un brad verde (U gori raste zelen bor) - Dikan
- 1971 Opklada  - Truckdriver
- 1972 Lov na jelene  - Konobar Zeljo (regia Fadil Hadžić)
- 1972 Traces of a Black Haired Girl  - Jova
- 1973 To Live on Love  - Medan
- 1973 Sutjeska - Dalmatinac
- 1974 Dervis i smrt  - Hasan Dzelebdzija
- 1974 Crveni udar  - Kapetan avijacije
- 1975 Teroare pe uliță (Hitler iz naseg sokaka) - Marko
- 1977 Hajducka vremena - Dane Desnica
- 1977 Zburați în înaltul cerului (Letaci velikog neba) - Tomo
- 1978 Occupation in 26 Pictures (Okupacija u 26 slika) - Vlaho
- 1979 Povratak - Barba Frane
- 1980 Vreme, vodi  - Narednik Zika
- 1982 Cyclops (Kiklop) - Major jugoslavenske vojske
- 1982 Servantes iz Malog Mista - Diretur Roko Prc
- 1982 Moj tata na odredjeno vreme - Bora
- 1983 Pismo - Glava - Bajin brat
- 1984 The Secret of an Old Attic (Tajna starog tavana) - Sime
- 1985 Horvatov izbor
- 1985 Od petka do petka
- 1987 Marjuca ili smrt - Ivanko
- 1987 Tempi di guerra - Bronco - Rebel Leader
- 1987 Tesna koza 2 - Vujo
- 1988 Spijun na stiklama - Bozur
- 1990 Karneval, anđeo i prah - Visko (segment "Karneval")
- 1991 Tajna starog mlina
- 1995 Nausikaya
- 1998 Transatlantic
- 1998 Kanjon opasnih igara - Frane
- 2001 The Last Will (Posljednja volja) - Jure
- 2003 The Doctor of Craziness (Doktor ludosti) - Prolaznik
- 2004 Long Dark Night (Duga mračna noć) - Luka Kolar

## Vezi și
- Listă de actori croați